# Sphinctomyrmex nigricans
Sphinctomyrmex nigricans är en myrart som först beskrevs av Clark 1926.  Sphinctomyrmex nigricans ingår i släktet Sphinctomyrmex och familjen myror. Inga underarter finns listade i Catalogue of Life.

## Bildgalleri

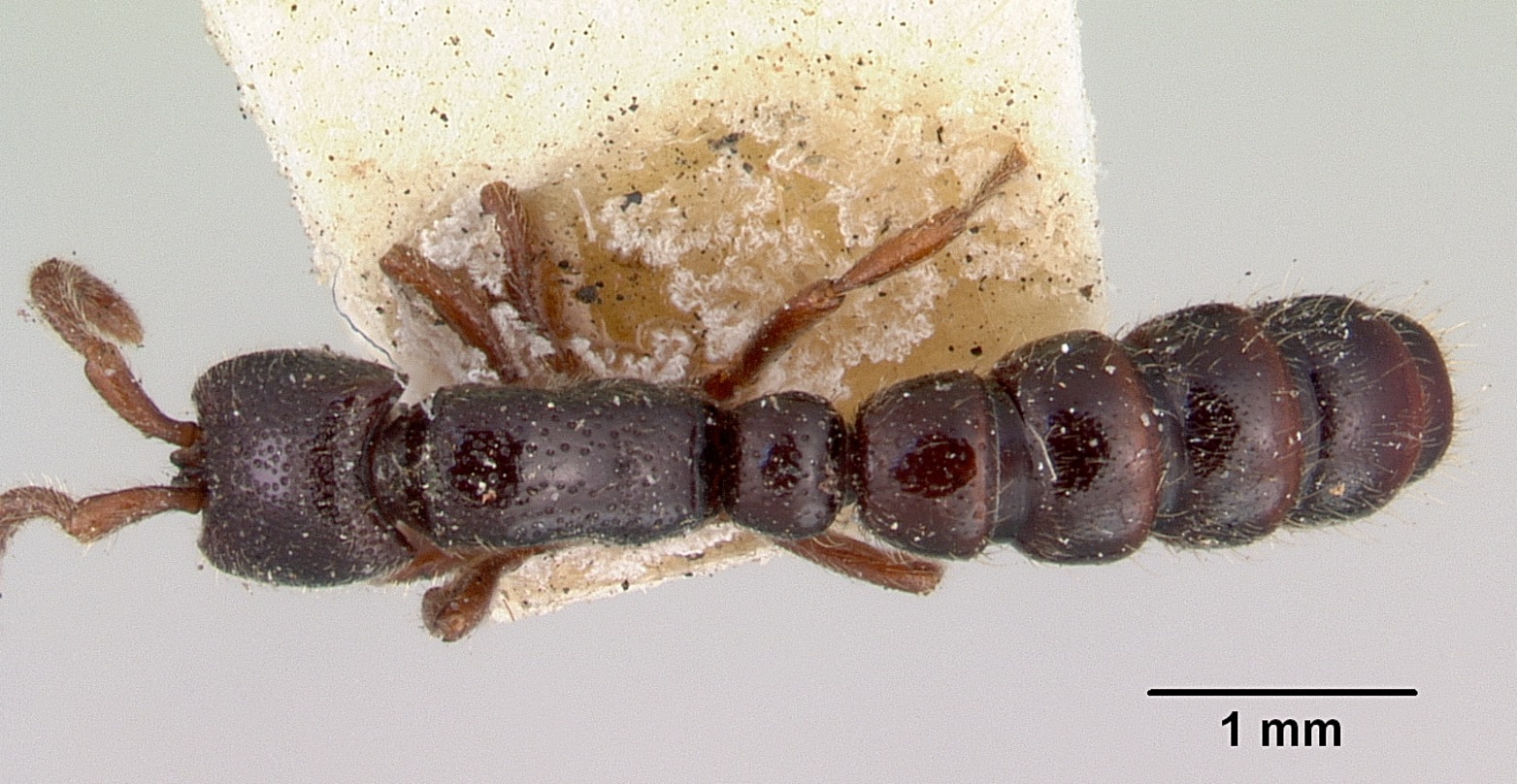
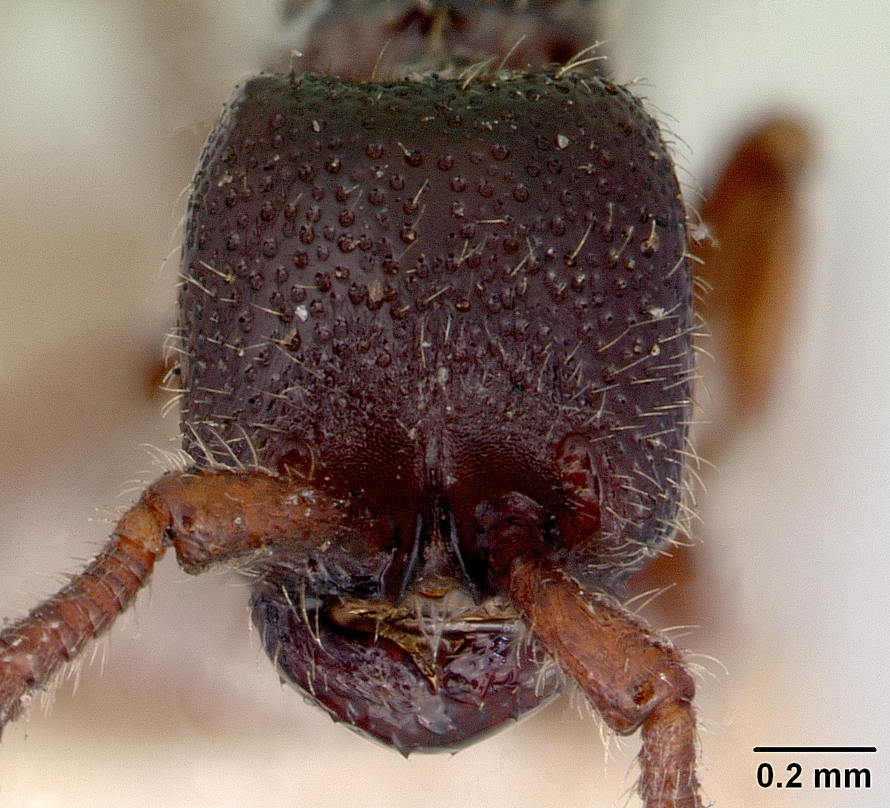
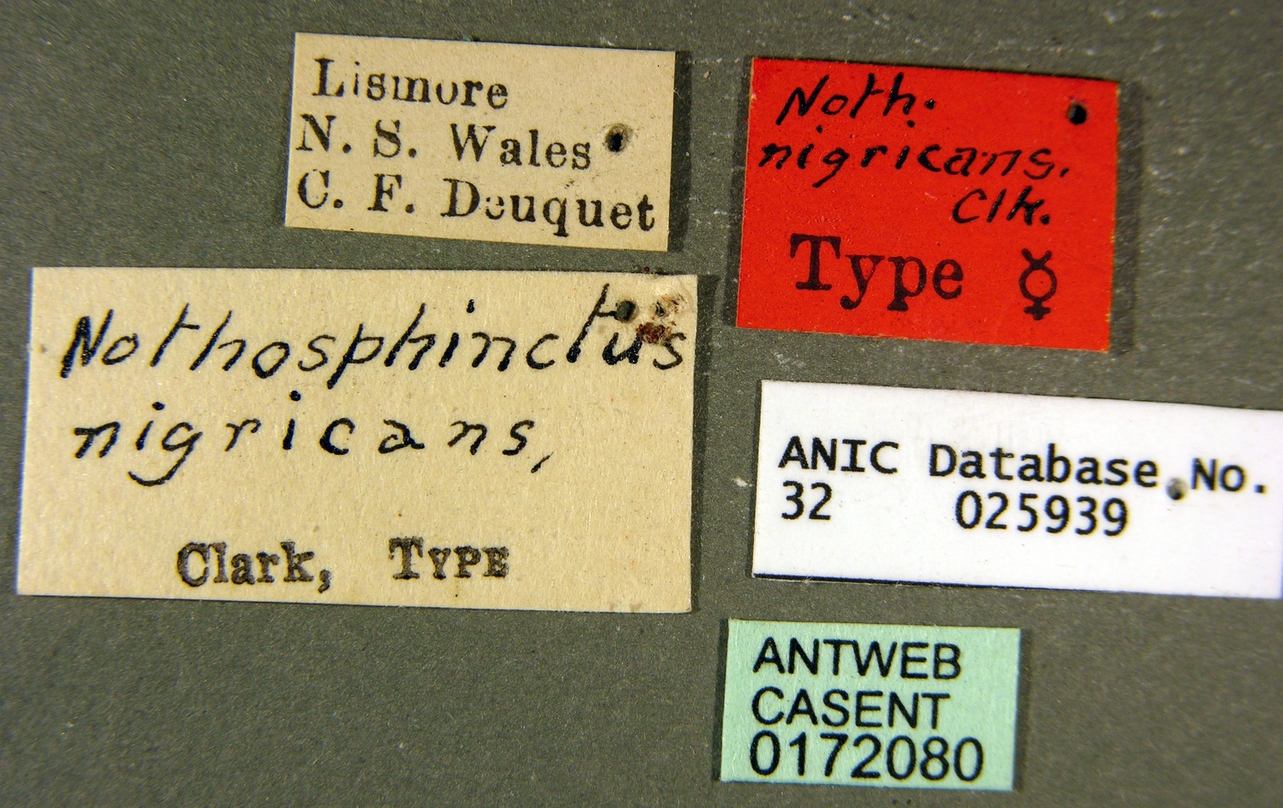
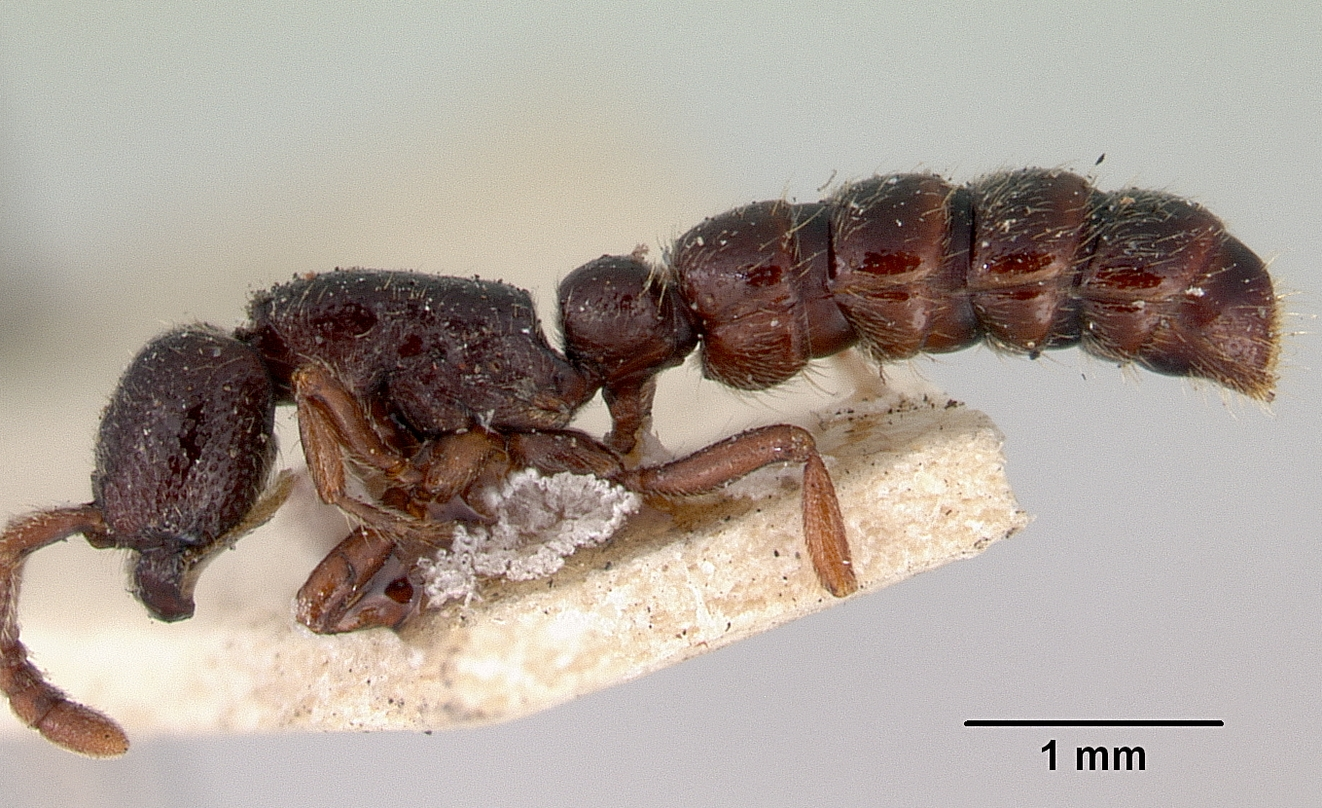